# Gallusovo nabrežje
Gallusovo nabrežje (Gallus-Ufer) ist der Name einer der Uferstraßen auf der östlichen Seite der Ljubljanica in der Altstadt von Ljubljana, der Hauptstadt von Slowenien. Die Straße ist benannt nach dem slowenischen Renaissance-Komponisten Jacobus Gallus (1550 bis 1591).

## Geschichte
Die Straße hieß bis 1923 Jakobsquai (Sv. Jakoba nabrezje).

## Lage
Die Straße verläuft von der Kreuzung Cankarjevo nabrežje, Schusterbrücke und Pod Trančo nach Süden bis zur Kreuzung der Zoisova cesta an der St.-Jakobs-Brücke mit Grudnovo nabrežje.

## Abzweigende Straßen
Das Gallus-Ufer ist mit dem Stari trg von Norden nach Süden durch folgende Gassen verbunden:
- Kleparska steza (Spenglersteig, von slowenisch Klepar = Spengler).
- Vodna steza (Wassersteig)
- Stiška ulica (Sitticherhof-Gasse nach dem an der Gasse stehenden Sitticherhof)

## Bauwerke und Einrichtungen
- Skulptur Tivolska riba[4]
- Gastronomie und Geschäfte[5]